# José Montero Alonso
José Montero Alonso (Santander, 27 de marzo de 1904 – Madrid, 26 de marzo de 2000) fue un escritor y periodista español, que recibió el Premio Nacional de Literatura en dos ocasiones (1928 y 1944), el Premio Nacional de Periodismo  en 1949 y el Premio Nacional de Teatro.

## Biografía
Hijo del también escritor y periodista José Montero Iglesias, pasó su infancia en Santander, su ciudad natal, hasta que en 1915 se trasladó a Madrid. Licenciado en Filosofía y Letras en la Universidad Central de Madrid, tuvo entre sus profesores a Pedro Sainz Rodríguez y a Salomón Reinach, y como compañero, entre otros, al luego arabista y Director de la Academia de la Historia Emilio García Gómez. Comenzó a colaborar en publicaciones como La Esfera, Mundo Gráfico, Nuevo Mundo y La Libertad y entró a trabajar en la empresa Prensa Gráfica en sustitución de su padre. 
Se casó con Eugenia Padilla, hermana del compositor José Padilla.
El Ayuntamiento de Madrid le nombró Hijo Adoptivo en 1993. Falleció el año 2000, en Madrid, el domingo 26 de marzo, un día antes de cumplir 96 años.

## Labor periodística
Entre 1931 y 1932 fue director de La Hoja del Lunes. En esa época coincidió en el diario La Libertad con Ramón J. Sender.
Entre 1939 y 1971, dio continuidad en el diario Madrid a la columna Aquí Madrid que iniciara Emilio Carrere. También fue colaborador habitual en Pueblo y ABC. En 1973 tomó la dirección de la publicación Sur, de Madrid, y en 1980, de la revista Semana. A lo largo de su vida destacó en la crítica teatral, terreno en el que se menciona su valoración de la primera obra estrenada de Antonio Gala, Los verdes campos del edén, y como entrevistador de personajes como Somerset Maugham, Emil Ludwig, Valle Inclán o Juana de Ibarbourou.
Como profesor de Lengua y Literatura españolas en los institutos de Bachillerato Isabel La Católica y San Isidro, tuvo entre su alumnado a Esperanza Mejías, Teresa Rabal y Cristina Almeida; y en la Escuela Oficial de Periodismo, entre sus alumnos se contó José Luis Gutiérrez, que luego sería director de Diario 16.

## Selección de obras
Destacan en su producción las biografías de personajes como Goya, Julio Romero de Torres, Jesús de Monasterio, Pereda, Vida apasionada de Ataúlfo Argenta, Ventura de la Vega, Santa Casilda, su Antología de Poetas y Prosistas Españoles, y libros de divulgación histórica como La Sonrisa de los Reyes, Historia del Casino de Madrid y su época, Sucedió en Palacio, Sinfonía Española, Madrid en la vida de ..., obra en la que se recogen semblanzas de muchos de los personajes que conoció a lo largo de su vida periodística, y por la que recibió el Premio de Ensayo Ortega y Gasset. O los monográficos para niños Te voy a contar... El Quijote y Te voy a contar... la Ilíada. También fue autor de una Guía de Santander, y obras de creación como la novela corta Aventura o Y el Mar es todo Amor.
Como dramaturgo fue autor y traductor. Estrenando obras como Brigada 21, Esta noche en Samarkanda y El proceso de Mary Dugan.

## Premios y galardones
Además del Premio Nacional de Literatura en 1928 y 1944, recibió el Nacional de Periodismo, el Castillo de Chirel y el Manuel Llorente de la Real Academia Española, el Luca de Tena, el Francisco de Cossío, el Julio Camba y el Ortega Gasset. También obtuvo el Premio Nacional de Teatro por sus críticas en el diario Madrid.